# Robertinoidea
Robertinoidea, tradicionalmente denominada Robertinacea, es una superfamilia de foraminíferos del suborden Robertinina y del orden Robertinida. Su rango cronoestratigráfico abarca desde el Paleoceno hasta la Actualidad.

## Clasificación
Robertinoidea incluye a la siguiente familia:
- Familia Robertinidae